# Liste des accidents ferroviaires en France en 1907
Pour des articles plus généraux, voir Liste des accidents ferroviaires en France, Liste des accidents ferroviaires en France au XXe siècle et Liste des accidents ferroviaires en France dans les années 1900.
La liste des accidents ferroviaires en France en 1907 est une liste non exhaustive, chronologique.

## Janvier
- 13 janvier 1907 – Sur le réseau du tramway de Saint-Étienne, place de l'Hôtel-de-Ville, une voiture transportant trente voyageurs déraille et se renverse sur un croisement. On dénombrera deux morts et vingt blessés[1].

## Mars
- 11 mars 1907 – Sur la ligne Saint-Étienne-Lyon, en gare de Lorette, une rupture d'essieu provoque le déraillement d'un train de marchandises. Un serre-frein est tué dans sa vigie écrasée par le wagon précédent[2].

## Mai
- 13 mai 1907 – À Longwy, sur la ligne allant vers Pétange (Luxembourg), à 20 heures 30, un tramway électrique de la ligne Longwy-Mont-Saint-Martin s'engage sur le passage à niveau du quartier de Gouraincourt resté ouvert, lorsqu'il est heurté par une machine haut-le-pied rentrant au dépôt. La collision fait quatre morts et trois blessés graves[3].

## Juin
- 17 juin 1907 - Survient en gare du Havre un accident spectaculaire : une locomotive tractant dix voitures enfonce le heurtoir à l'extrémité de la voie sur laquelle elle circulait, puis termine sa course en percutant et endommageant des parois du bureau de l'octroi, proche de la sortie des voyageurs. Il y a d'importants dégâts matériels et des employés de la compagnie de chemins de fer et des voyageurs sont blessés, heureusement sans gravité [4].
- 28 juin 1907 – Vers 7 heures 30, près de Plouaret, sur la ligne Paris-Brest, un train de marchandises déraille en gare de Trégrom. Le mécanicien et le chauffeur sont tués, un conducteur-chef[5] est blessé[6].

## Août
- 4 août 1907 – Les Ponts de Cé en Anjou : Sur la ligne de Loudun à Angers-Maître-École du réseau de l'État, le train no 407 à destination de Poitiers parti de la gare d'Angers Saint-Laud à 11 h 29 déraille dix mètres avant le pont sur la Loire, et, s'y engageant hors des rails, en défonce le tablier, qui s'effondre. La locomotive, le tender, le fourgon, et un wagon de troisième classe sont précipités 10 mètres plus bas dans le fleuve, profond à cet endroit de 3 à 4 mètres. Cet accident fera vingt-sept morts, pour la plupart noyés[7].

- 13 août 1907 – Sur la ligne de Landerneau à Quimper, à l'entrée du tunnel de Plogonnec une dizaine de kilomètres de Quimper, la locomotive, le tender et trois voitures d'un train de voyageurs venant de Brest se couchent sur le remblai après rupture de l'essieu avant de la machine. L'accident fait un mort et huit blessés[8].
- 14 août 1907 – Sur la ligne du Monastier à La Bastide-Saint-Laurent-les-Bains, après une avarie de sa machine dans la montée vers Larzallier, un train de marchandises de cinq wagons de minerai repart en arrière. Sur le viaduc du Beyrac, en courbe de faible rayon, si les deux premiers wagons du convoi en dérive passent, le troisième déraille. La locomotive et les deux wagons restants s'écrasent contre l'obstacle, tuant le mécanicien et le chef de train et blessant grièvement le chauffeur. Le garde-frein a pu sauter en marche et est indemne. Les deux wagons restés sur les rails poursuivent leur course jusqu'à un passage à niveau près de la gare de Bagnols-Chadenet, ou le réflexe rapide de la garde-barrière arrêtant à temps le train de voyageurs Mende-La Bastide permet d'éviter une collision[9].
- 24 août 1907 – En gare de Coutras, sur la ligne Bordeaux-Paris, vers 23 heures, à la suite d'une erreur d'aiguillage, un express pour Paris heurte une machine de manœuvre. On dénombrera dix morts et une quarantaine de blessés[10].

## Septembre
- 1er septembre 1907 – À Nancy, vers 11 heures, sur la voie du chemin de fer de ceinture entre Champigneulles et Jarville, une rame de coke pour les hauts-fourneaux de Jarville déraille à un passage à niveau. La locomotive se renverse et heurte un mur de briques qui s'écroule. Le mécanicien et le chauffeur sont tués[11].
- 24 septembre 1907 – En gare d'Hazebrouck, vers 1 heure, un train de voyageurs venant de Lille déraille sur l'aiguille d'entrée. la locomotive, le tender et le fourgon de tête se couchent sur les voies. Le mécanicien et le chauffeur sont tués, tous les voyageurs sont indemnes[12].

## Octobre
- 2 octobre 1907 – Sur la ligne Paris-Bordeaux, peu après Libourne, en gare d'Arveyres, sur une voie unique établie après un premier accident, le rapide Paris-Bordeaux tamponne à sept heures un train mixte à l'arrêt. La collision fera un mort, le chef du train tamponneur, et une vingtaine de blessés[13].
- 22 octobre 1907 – Vers 5 heures 30, sur l'embranchement allant de Benet à Fontenay-le-Comte de la ligne de La Possonnière à Niort, peu après avoir quitté la gare de Benet, un train de voyageurs parti de Niort pour Fontenay-le-Comte déraille. La locomotive tombe dans un fossé, et les six voitures se télescopent. Un voyageur est tué, un autre blessé[14].
- 28 octobre 1907 – À 23 heures 30, sur la ligne de Tours à Vierzon, à la bifurcation des lignes de Tours et de Paris, peu après la gare de Vierzon, une erreur d'aiguillage provoque l'immobilisation du rapide Paris-Toulouse et de deux trains de marchandises qui le suivent, dont le dernier est percuté par un express. Des premières voitures du train tamponneur on tirera huit blessés graves, dont l'un décèdera peu après[15]. Quatre mois plus tard, le Tribunal correctionnel de Bourges condamnera le conducteur[5] du train tamponné à un mois de prison avec sursis et 100 F d'amende pour n'avoir pas couvert à temps son train[16].

- 7 novembre 1907 – Vers 3 heures, entre les gares de Lunas et de Joncels, sur la ligne de Béziers à Neussargues, un éboulement provoque le déraillement de quatre wagons d'un train de marchandises. Un homme d'équipe est tué[17].
- 18 novembre 1907 – Sur la ligne de Pont-de-la-Deûle à Pont-à-Marcq exploitée par la Compagnie du chemin de fer du Pont-de-la-Deûle à Pont-à-Marcq[18], vers 19 heures, en gare de Raimbeaucourt, un train de marchandises tamponne un train de voyageurs à l'arrêt dans le brouillard, écrasant sa voiture de queue, de laquelle on dégagera une fillette tenue pour morte et sept autres personnes blessées[19]. La fillette reprendra cependant opportunément connaissance au moment de son enterrement[20].
- 4 décembre 1907 – Sur la ligne de Busigny à Somain, à 5 heures, peu après la gare de Bertry, une première explosion a lieu dans le foyer de la machine d'un train de charbon pour Creil, tuant mécanicien et chauffeur. Cent mètres plus loin, c'est la chaudière qui explose, faisant dérailler le convoi. Bien que gravement blessé, le conducteur[5] du fourgon de tête parviendra à faire arrêter à temps un train de voyageurs se dirigeant vers le lieu de l'accident. Lors de l'enquête, on émettra l'hypothèse que des cartouches de dynamite aient pu être mêlées au charbon du tender[21].
- 13 décembre 1907 - Vers 15 heures 15, le fourgon de queue et les dernières voitures d'un omnibus pour Besançon à l'arrêt en gare de Vallerois-le-Bois, sur la ligne de Besançon-Viotte à Vesoul du PLM, sont percutés par un train de marchandises de même sens dont le mécanicien, soucieux de rattraper son retard, n'a pas respecté un signal d'arrêt. Le bilan de l'accident, d'abord incertain, sera finalement d'un mort et sept blessés[22].